# Приключения Рокки и Буллвинкля
«Приключе́ния Ро́кки и Буллви́нкля» (англ. The Adventures of Rocky and Bullwinkle) — американская приключенческая комедия 2000 года режиссёра Деза Макануффа с элементами анимации.

## Сюжет
Злой Лидер (Бесстрашный Вождь) хочет заставить Америку сделать его президентом, а белка Рокки, лось Буллвинкль и агент ФБР Карен Симпати пытаются ему помешать. Злой Лидер использует канал РБТВ и свой прибор для гипнотизирования народа Америки. У спасителей всего несколько часов, чтобы остановить Лидера.

## В ролях
- Рене Руссо — Наташа Фатале
- Джейсон Александер — Борис Баденов
- Пайпер Перабо — Карен Симпати
- Рэнди Куэйд — Каппи фон Трапмент
- Роберт де Ниро — Бесстрашный Вождь
- Джун Форей — Рокки и рисованная Наташа (озвучивание)
- Кит Скотт — Буллвинкль, рисованные Борис и Бесстрашный Вождь (озвучивание)
- Джанин Гарофало — Минни Могул
- Карл Райнер — П. Дж. Биггершот
- Джонатан Уинтерс — пилот вертолёта / коп в Огайо / Джеб
- Джон Гудмен — коп в Оклахоме
- Кинан Томпсон — Льюис
- Кел Митчелл — Мартин
- Джеймс Ребхорн — президент Сигнофф
- Дэвид Алан Грир — Мишорс
- Норман Ллойд — президент Воссамотта
- Джон Полито — Шонтелл
- Вупи Голдберг — судья (нет в титрах)
- Билли Кристал — продавец матрасов

## Роли дублировали
- Всеволод Кузнецов — Злой Лидер
- Лариса Некипелова — Наташа Фатале, Минни Могал
- Юрий Маляров — Борис Гадюкин
- Жанна Никонова — Агент Карен Симпати
- Ольга Голованова — Бельчонок Рокки
- Леонид Белозорович — Лось Буллвинкль